# كسينيا ريزهوفا
كسينيا أوليغوفنا ريزهوفا (بالإنجليزية: Kseniya Olegovna Ryzhova)‏ و (بالروسية: Ксения Олеговна Рыжова) وهي عدائة روسية ولدت في يوم 19 أبريل 1987 في مدينة ليبيتسك في جمهورية روسيا الفدرالية وقد تمكنت من إحراز عدة ميداليات ذهبية مع فريق روسيا للسيدات في سباق 4 * 400 متر في بطولة العالم لألعاب القوى 2013 في موسكو في روسيا وفازت بالميدالية الفضية في بطولة العالم لألعاب القوى داخل الصالات في 2010 في الدوحة في قطر وفازت بالميدالية الذهبية في بطولة أوروبا لألعاب القوى داخل الصالات في 2011 في باريس، أتهمت بترويجها للمثلية الجنسية في روسيا بعد قبلة مع صديقتها في الفريق الروسي يوليا غوشتشينا لكنها نفت ذلك فيما بعد.

## روابط خارجية
- كسينيا ريزهوفا على موقع الاتحاد الدولي لألعاب القوى (الإنجليزية)
- كسينيا ريزهوفا على موقع الدوري الماسي (الإنجليزية)